# Jean-Jaurès (metrostation Rijsel)
Het station Jean-Jaurès is een metrostation van lijn 2 van de metro van Rijsel, gelegen in de wijk Sart-Babylone in de Franse gemeente Villeneuve-d'Ascq. De naam komt van de straat waar het zich onder bevindt, de Rue Jean-Jaurès.

## Omgeving
- Château du Sart, met haar golfbanen
- De Église du Sacré-Cœur van de wijk Sart